# Euglena gracilis
Euglena gracilis ("schlankes" Augentierchen) ist eine Art der Protisten aus der Gattung der Augentierchen (Euglena).

## Merkmale
Euglena gracilis ist 35 bis 65 Mikrometer lang und 5 bis 15 Mikrometer breit. Das hintere Ende der schnell schwimmenden Zellen beschreibt einen weiten Kreis bei der Eigendrehung, die besonders stark wird, wenn die Zelle nicht mehr schwimmt.
Die sechs bis zwölf abgeflachten, schildförmigen Chloroplasten sind groß und weisen zu beiden Seiten des mittigen Pyrenoids uhrglasförmige Paramylon-Hauben auf. Palmellae entstehen im Schlamm.

## Ökologie
Euglena gracilis ist eine seltene Süßwasserart, die in Gräben und Teichen mit verrottenden Blättern vorkommt.

## Bedeutung
Euglena gracilis ist ein bedeutender Modellorganismus insbesondere in der Chloroplasten-Physiologie, da Kulturen jahrelang ohne Licht gelagert werden können, aber rund 24 Stunden, nachdem sie dem Licht ausgesetzt wurden, wieder mit der Photosynthese beginnen. Einige Stämme (es existieren auch chloroplastenlose) finden Verwendung bei der Erforschung unter anderem von DNA und RNA, heterotropher Ernährung, Photorezeption und zum Fettstoffwechsel.
Euglena gracilis-Exemplare sind außerdem Teil der Satellitenmission Eu:CROPIS des DLR. Zum Test eines bio-regenerativen Lebenserhaltungssystems wird in Miniaturgewächshäusern im Satelliten künstlicher Urin durch Bakterien in Nitrat umgewandelt. Die Euglena bauen das dabei entstehende Ammoniak ab. Mit dem Nährstoff werden Tomatenpflanzen aufgezogen. Der Test findet bei durch Rotation erzeugter künstlicher Schwerkraft durchgeführt, nacheinander bei Mond- und Marsbedingungen.
Euglena gracilis dient außerdem als Testorganismus für Vitamin B12, da es dieses nicht selbst synthetisieren kann.

## Kultur
Euglena gracilis lässt sich im Gegenteil zu den meisten anderen Euglena-Arten und Augentierchen sehr einfach kultivieren. Dafür wird ein Ansatz von Euglena in ein Erdabkochungsmedium mit einem Stückchen Hartkäse versetzt. Damit eine solche Kultur gelingt, muss die Erde allerdings alle nötigen Nährstoffe enthalten und sollte außerdem nicht mit Pestiziden versetzt oder kürzlich gedüngt worden sein.

## Verwendung
Für den Einsatz in Lebensmitteln und Nahrungsergänzungsmitteln in der EU ist Euglena gracilis in Form von Pulver zugelassen. Sie wir als Quelle für Beta-Glucane genutzt.

## Nachweise
1. 1 2 3 4  Gordon F. Leedale, Keith Vickerman: Euglenozoa, In: John J. Lee, G. F. Leedale, P. Bradbury (Hrsg.): An Illustrated Guide to the Protozoa. Band 2. Allen, Lawrence 2000, ISBN 1-891276-23-9, S. 1142 (englisch).
2. ↑  Gewächshäuser im All – Erfolgreicher Start der Eu:CROPIS-Mission. 3. Dezember 2018, abgerufen am 3. Dezember 2018.
3. 1 2  Heinz Streble, Dieter Krauter: Das Leben im Wassertropfen. 13. Auflage. Kosmos, ISBN 978-3-440-15694-0, S. 16, 17, 124.
4. ↑  Commission Implementing Regulation (EU) 2020/1820 of 2 December 2020 authorising the placing on the market of dried Euglena gracilis as a novel food under Regulation (EU) 2015/2283 of the European Parliament and of the Council and amending Commission Implementing Regulation (EU) 2017/2470 (Text with EEA relevance). 32020R1820, 3. Dezember 2020 (europa.eu [abgerufen am 11. Dezember 2020]).
5. ↑  Fernando Y. Yamamoto, Fei Yin, Waldemar Rossi, Michael Hume, Delbert M. Gatlin: β-1,3 glucan derived from Euglena gracilis and Algamune™ enhances innate immune responses of red drum (Sciaenops ocellatus L.). In: Fish & Shellfish Immunology. Band 77, Juni 2018, S. 273–279, doi:10.1016/j.fsi.2018.04.003 (elsevier.com [abgerufen am 20. September 2021]).